# Королевская коллекция

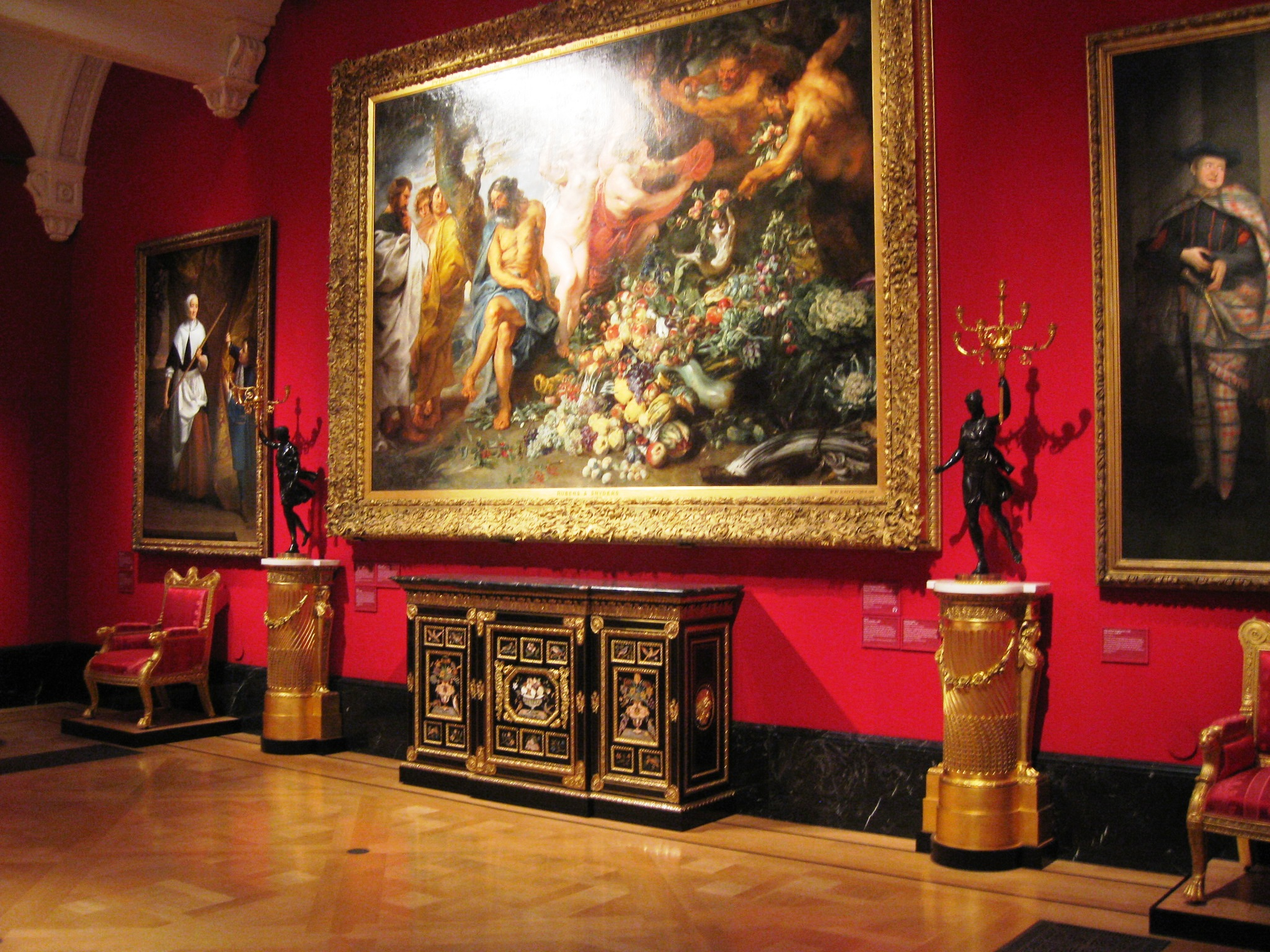
Зал Галереи Королевы в Букингемском дворце с картиной Питера Пауля Рубенса «Пифагор, защищающий вегетарианцев» (около 1618–1630)

Британская королевская коллекция (англ. The Royal Collection) — коллекция произведений искусства и драгоценностей британской королевской семьи. Находится под охраной монарха для своих потомков и нации, но не является его собственностью как частного лица.
Коллекция собиралась в течение 500 лет в соответствии со вкусами британских королей и королев. Её составляют более 7 000 произведений живописи, 40 000 акварелей и рисунков, а также гравюры, исторические фотографии, гобелены, мебель, драгоценности, керамика, книги и другие произведения искусства. Произведения искусства из Королевской коллекции можно увидеть в исторических местах, для которых они были заказаны или приобретены, и в специально построенных Галереях Королевы, в которых экспонируются временные специальные выставки. Все королевские дворцы и резиденции, в которых представлена Королевская коллекция, открыты для общественности.
Коллекция управляется Департаментом королевской коллекции (англ. The Royal Collection Department), который был основан в 1987 году как один из пяти департаментов Королевского двора.
Несколько предметов коллекции уцелели со времен до короля Генриха VIII. Самое крупное пополнение коллекции было сделано королём Карлом I, который был страстным коллекционером итальянской живописи и постоянным покупателем ван Дейка и других художников. Его коллекция была продана после его казни в 1649 году, но большое количество работ было возвращено в коллекцию после реставрации монархии в 1660 году в составе подарка Нидерландов королю Карлу II. Позднее Карл II приобрёл много живописных полотен и других работ. Георг III с помощью Федерика Августа Бернарда добавил к коллекции большое количество произведений, особенно гравюр и рисунков. Королева Виктория и её муж принц-консорт Альберт были предприимчивыми коллекционерами живописи современных и старых мастеров. Многие работы были переданы из коллекции в музее, особенно Георгом III и Викторией и Альбертом. В частности, Георг III передал большую часть королевской библиотеки Британскому музею; теперь выделена Британская библиотека, где многие книги ещё каталогизированы как «королевские».